# جوزيف إتش ديلاني
جوزيف إتش ديلاني (بالإنجليزية: Joseph H. Delaney)‏ (5 فبراير 1932، ألتون في الولايات المتحدة - 21 ديسمبر 1999، البيني في الولايات المتحدة)؛ روائي أمريكي.